# Ołeksandr Zawarow
Ołeksandr Anatolijowycz Zawarow, ukr. Олександр Анатолійович Заваров, ros. Александр Анатольевич Заваров, Aleksandr Anatoljewicz Zawarow (ur. 26 kwietnia 1961 w Ługańsku) – ukraiński piłkarz, grający na pozycji pomocnika lub napastnika, były reprezentant Związku Radzieckiego, trener piłkarski.

## Kariera piłkarska

### Kariera klubowa
Wychowanek szkółki piłkarskiej Zoria Ługańsk (trener Borys Fomiczow), w której rozpoczął karierę w 1977 roku. W 1980 roku odbywał dwa lata służbę wojskową w SKA Rostów nad Donem. Rok jeszcze grał w Zorii, a w 1983 roku został zawodnikiem Dynama Kijów, prowadzonego wówczas przez Walerego Łobanowskiego. Przez cały czas był kluczowym zawodnikiem drużyny z Kijowa. Z klubem tym zdobył dwa razy mistrzostwo ZSRR, dwa razy puchar ZSRR oraz Puchar Zdobywców Pucharów; w meczu finałowym Dynamo pokonało Atlético Madryt 3:0, a Zawarow strzelił pierwszego gola.
W 1989 roku został zawodnikiem Juventusu. Z klubem tym zdobył Puchar UEFA w sezonie 1989/90. W Serie A zagrał 60 razy, zdobył 7 goli. Jego następnym klubem było AS Nancy-Lorraine. W Ligue 1 zagrał 133 spotkania, strzelił 23 gole. Karierę piłkarską zakończył w CO Saint-Dizier.

### Kariera reprezentacyjna
7 sierpnia 1985 zadebiutował w reprezentacji ZSRR w wygranym 2:0 meczu towarzyskim z Rumunią. Ogółem rozegrał 41 meczów, strzelił 6 goli. Jako gracz drużyny radzieckiej uczestniczył na dwóch Mundialach (1986 i 1990).

## Kariera trenerska
Karierę trenerską rozpoczął jako grający trener CO Saint-Dizier, którego szkoleniowcem był do 2003 roku. Po pobycie we Francji objął stanowisko trenera oraz dyrektora sportowego w szwajcarskim FC Wil (właścicielem klubu był wówczas Ihor Biełanow). Z tym klubem zdobył puchar Szwajcarii w 2004 roku. Następnie przez niecały rok (zresztą bez sukcesów) był trenerem Żenis Astana z Kazachstanu. W 2005 roku został szkoleniowcem Metalista Charków, a jeszcze w listopadzie tego samego roku objął stanowisko trenera Arsenału Kijów. W styczniu 2010 został zwolniony z tej funkcji. W listopadzie 2012 został wyznaczony na pełniącego obowiązki głównego trenera reprezentacji Ukrainy, z którą wygrał 1:0 z Bułgarią.

## Sukcesy i odznaczenia

### Sukcesy klubowe
- mistrz ZSRR: 1985, 1986
- zdobywca Pucharu ZSRR: 1981, 1985, 1987
- zdobywca Pucharu Zdobywców Pucharów: 1986
- zdobywca Pucharu Włoch: 1990
- zdobywca Pucharu UEFA: 1990

### Sukcesy reprezentacyjne
- wicemistrz Świata U-20: 1979
- wicemistrz Europy: 1988

### Sukcesy trenerskie
- zdobywca Pucharu Szwajcarii: 2004

### Sukcesy indywidualne
- 4-krotnie wybrany do listy 33 najlepszych piłkarzy ZSRR: 1985 (nr 1), 1986 (nr 1), 1987 (nr 1), 1988 (nr 1).
- najlepszy piłkarz ZSRR: 1986
- najlepszy piłkarz Ukrainy: 1986
- laureat Złotej Piłki: 1986 (nr 6), 1988 (nr 8), 1987 (nr 17), 1989 (nr 23)
- król strzelców Pucharu Zdobywców Pucharów: 1986

### Odznaczenia
- tytuł Mistrza Sportu ZSRR: 1982
- tytuł Mistrza Sportu Klasy Międzynarodowej: 1986
- tytuł Zasłużonego Mistrza Sportu ZSRR: 1986
- Order „Za zasługi” III klasy: 2004[4]